# Balagoda
Balagoda es una ciudad censal situada en el distrito de Kendujhar en el estado de Odisha (India). Su población es de 11708 habitantes (2011). Se encuentra a  35 km de Kendujhar y a 207 km de Bhubaneswar.

## Demografía
Según el censo de 2011 la población de Balagoda era de 11708 habitantes, de los cuales 6152 eran hombres y 5556 eran mujeres. Balagoda tiene una tasa media de alfabetización del 71,92%, inferior a la media estatal del 72,87: la alfabetización masculina es del 81,10%, y la alfabetización femenina del 61,74%. 